# Marek Bargiełowski
Marek Józef Bargiełowski (ur. 11 września 1942 w Starachowicach, zm. 23 marca 2016 w Konstancinie-Jeziornie) – polski aktor teatralny, filmowy i telewizyjny, reżyser, prezes Związku Zawodowego Aktorów Polskich.

## Życiorys
Urodził się i dorastał w Starachowicach, gdzie ukończył I Liceum Ogólnokształcące im. Tadeusza Kościuszki. Jego starszy brat Daniel był reżyserem. Ukończył dwuletnie Studium Nauczycielskiego na kierunku polonistyki. W 1967 ukończył PWST w Warszawie. Studiował razem m.in. z Jerzym Zelnikiem, Danielem Olbrychskim i Witoldem Dębickim. Podczas studiów wystąpił w roli Howiego Newsome’a w sztuce Thorntona Wildera Nasze miasto (1966) w reżyserii Aleksandra Bardiniego. W spektaklu dyplomowym Fantazy, czyli Nowa Dejanira Juliusza Słowackiego (1967) w reż. Jana Kreczmara zagrał Jana.
Zaraz po studiach otrzymał angaż od Hugona Morycińskiego, ówczesnego dyrektora Teatru im. Horzycy w Toruniu, gdzie w 1967 zadebiutował w roli Pyladesa w sztuce Johanna Wolfganga Goethego Ifigenia w Taurydzie w reż. Romana Kordzińskiego i był związany w latach 1967–1971. Za kreację tytułowego duńskiego księcia w Hamlecie (1970) Williama Shakespeare’a w reż. Jana Maciejowskiego został nagrodzony na XII Festiwalu Teatrów Polski Północnej w Toruniu. Występował potem w teatrach: im. Stefana Jaracza w Łodzi (1972–1974), a następnie w teatrach warszawskich: Dramatycznym (1974–1984), Powszechnym (1984–1989) i Współczesnym (1989–2006). W 2006 r. powrócił do Teatru Dramatycznego i występował w nim do 2008 Ponadto wystąpił w 67 spektaklach Teatru Telewizji, 432 spektaklach Teatru Polskiego Radia oraz wielu filmach i serialach.
Zmarł 23 marca 2016. Spoczywa na cmentarzu na Bugaju w Starachowicach.

## Spektakle teatralne
- 1967 – Ifigenia w Taurydzie jako Pylades (reż. Roman Kordziński).
- 1968 – Jak wam się podoba jako Orlando (reż. Marek Okopiński).
- 1968 – Pigmalion jako Fred (reż. Maria D’Alphonse).
- 1968 – Damy i huzary jako Edmund (reż. R. Kordziński); także asystent reżysera.
- 1968 – Przedwiośnie jako Podróżny, Jędrek (reż. Hugon Moryciński).
- 1969 – Kordian jako Astarot, Dozorca James Parku (reż. M. Okopiński).
- 1969 – Zbrodnia i kara jako Mikołka (reż. H. Moryciński).
- 1969 – Niemcy jako Joachim Peters (reż. H. Moryciński).
- 1970, 1972 – Hamlet jako Hamlet (reż. Jan Maciejowski); także układ pojedynków z Andrzejem Salawą.
- 1970 – Ożenek jako Anuczkin (reż. H. Moryciński); także asystent reżysera.
- 1972 – Oskarżyciel publiczny jako Tallien (reż. Maciejowski); także asystent reżysera.
- 1972 – Antygona jako Kreon (reż. Jerzy Grzegorzewski).
- 1973 – Szewcy jako Fierdusieńko (reż. J. Grzegorzewski).
- 1974 – Odprawa posłów greckich jako Aleksander (reż. Ludwik René).
- 1975 – Iwona, księżniczka Burgunda jako Cyryl (reż. L. Rene).
- 1976 – Kubuś Fatalista i jego pan jako żołnierz; Lokaj; Markiz; Byczek (reż. Witold Zatorski).
- 1977 – Król Lear jako książę Kornwalii (reż. Jerzy Jarocki).
- 1978 – Medea jako Jazon (reż. Stanisław Brejdygant).
- 1978 – Noc listopadowa jako Bronikowski (reż. Maciej Prus).
- 1979 – Król Henryk IV jako Henryk, książę Walii (reż. J. Maciejowski).
- 1979 – Hamlet jako Horacjo (reż. Gustaw Holoubek).
- 1980, 1983 – Operetka jako prezes (reż. M. Prus).
- 1980 – Jak wam się podoba jako książę wygnany (reż. zespołowa).
- 1982 – Kaligula jako Flawiusz (reż. Andrzej Chrzanowski).
- 1983 – Wesele Figara jako hrabia Almaviva (reż. Witold Skaruch).
- 1984 – Lato w Nohant jako Antoni Wodziński (reż. W. Skaruch).
- 1986 – Mary Stuart jako Symmons (reż. Michał Ratyński).
- 1987 – Kim był ten człowiek? jako Janusz Korczak (reż. Zygmunt Hübner).
- 1987 – Mistrz i Małgorzata jako Mistrz (reż. Maciej Englert).
- 1987 – Turandot jako Jau Jel, brat cesarza (reż. Piotr Cieślak).
- 1991 – Wieczór Trzech Króli jako Fabiano (reż. M. Englert).
- 1993 – Wizyta starszej pani jako burmistrz (reż. Wojciech Adamczyk).
- 1994 – Miłość na Krymie jako Włodzimierz Iljicz Uljanow (reż. Erwin Axer).
- 1995 – Martwe dusze jako Maniłow (reż. M. Englert).
- 1997 – Adwokat i róże jako przyjaciel (reż. Zbigniew Zapasiewicz).
- 2001 – Bambini di Praga jako Drogista (reż. Agnieszka Glińska).
- 2002 – Wniebowstąpienie jako Madziar (reż. M. Englert).
- 2004 – Nieznajoma z Sekwany jako Silberling (reż. A. Glińska).

## Filmografia
- 1966 – Małżeństwo z rozsądku jako Wspólnik Kwileckiego.
- 1971 – Zmyślone...
- 1974 – Gniazdo jako Czcibor.
- 1975 – Dzieje grzechu jako Adolf Horst, sublokator Pobratyńskich.
- 1975 – Egzekucja w zoo jako doktor von Reschynsky, weterynarz w ZOO.
- 1975 – Wieczór u Abdona jako Abdon.
- 1976 – Mgła jako Urbański.
- 1976 – Romans prowincjonalny.
- 1977 – Pokój z widokiem na morze jako prokurator Bielecki.
- 1978 – Co mi zrobisz jak mnie złapiesz jako Ginekolog, znajomy Krzakoskiego.
- 1978 – Dorota jako docent Jarocki
- 1979 – Mysz jako „Broda”, nauczyciel geografii.
- 1980 – Głosy jako Jan Skrzetuski, znajomy Andrzeja Domańskiego.
- 1980 – Zajęcia dydaktyczne jako Docent Lech Chojnowski.
- 1981 – Czwartki ubogich jako Naczelnik Grochowski, mąż Krystyny.
- 1981 – Zderzenie.
- 1982 – Dolina Issy jako Dionizy, brat Romualda.
- 1982 – Krzyk jako działacz.
- 1982 – Latawiec jako dziennikarz Michał, przyjaciel Jana.
- 1982 – Nieciekawa historia jako Michał.
- 1983 – Na odsiecz Wiedniowi jako Bekri Mustafa, dowódca turecki.
- 1983 – Stan wewnętrzny jako przyjaciel Jakuba.
- 1983 – To tylko rock jako Woźnicki, przewodniczący jury festiwalu w Gradowie.
- 1984 – Rok spokojnego słońca jako lekarz.
- 1985 – C.K. Dezerterzy jako kapitan.
- 1985 – Rajska jabłoń jako Obrońca Amelki.
- 1985 – Tętno jako lekarz w sanatorium.
- 1986 – Głód serca jako Docent Krajewski.
- 1986 – Weryfikacja jako Marianek, członek redakcji „Tygodnika”.
- 1987 – Bez grzechu jako Redaktor, znajomy Jarka.
- 1987 – Co to konia obchodzi? jako szef konwoju.
- 1987 – Opowiadanie wariackie jako Andrzej Osowski.
- 1987 – Sala nr 6 jako doktor Małecki.
- 1988 – Królewskie sny jako Świdrygiełło Bolesław, brat Jagiełły i Witolda.
- 1988 – Piłkarski poker jako prezes „Kokonu”.
- 1989 – Czarny wąwóz jako inspektor.
- 1989 – Lawa jako kapral w „Scenie Więziennej”.
- 1990 – Kapitan Conrad.
- 1990 – Korczak jako doktor Gepner, członek Judenratu.
- 1991 – Jeszcze tylko ten las jako Szmalcownik.
- 1991 – Panny i wdowy jako Zygmunt, zarządca w Lechicach.
- 1992 – Wielka wsypa jako handlarz.
- 1992 – Wszystko co najważniejsze... jako dziennikarz.
- 1995 – Honor dla niezaawansowanych jako doktor.
- 1996 – Matka swojej matki jako dyrektor Barbary.
- 1997 – Ostatni rozdział jako Elmer.
- 1998 – Poniedziałek jako Waldemar.
- 1999 – Prawo ojca jako doktor Skoczylas.

### Seriale
- 1972 – Odejścia, powroty jako Winowicz „Szpagat”, brat „Małej”.
- 1973 – Wielka miłość Balzaka jako Poeta Lesiński w salonie Hańskich w Wiedniu.
- 1975 – Obrazki z życia jako Psycholog.
- 1979 – Doktor Murek jako Piekutowski, członek bandy „Czarnego Kazika”, sublokator u Koziołkowej.
- 1980 – Punkt widzenia jako Fronczewski, dyrektor instytutu.
- 1981 – 07 zgłoś się jako Franciszek Bronowicz, kochanek Nawrockiej.
- 1981 – Najdłuższa wojna nowoczesnej Europy jako profesor Jan Motty.
- 1985 – Temida jako Docent Emilian Bitner.
- 1986 – Zmiennicy jako Owsiany, prezes spółdzielni mieszkaniowej i dyrektor kombinatu chemicznego.
- 1987 – Dorastanie jako docent, potem profesor, Koliński.
- 1987 – Rzeka kłamstwa jako nauczyciel.
- 1988 – Królewskie sny jako Bolesław Świdrygiełło, brat Jagiełły i Witolda.
- 1989 – Modrzejewska jako Gustaw Zimajer, ojciec syna Modrzejewskiej.
- 1991 – Panny i wdowy jako Zygmunt, zarządca w Lechicach.
- 1994-1995 – Spółka rodzinna jako Małopolski „Ziemianin”.
- 1995 – Sukces jako radca prawny Petrochemii w Płocku.
- 1999 – Miodowe lata jako szef.
- 2001–2002 – Marzenia do spełnienia jako Edmund, znajomy profesora Wintera.
- 2002 – Wiedźmin jako Velerad.
- 2003 – Na Wspólnej jako pan Stanisław.
- 2004 – Czwarta władza jako Paweł, członek kierownictwa redakcji „Zbliżeń”.
- 2004 – Dziupla Cezara jako klient, manager sieci barów szybkiej obsługi „Texas Hamburger”.
- 2004 – Pierwsza miłość jako Bogdan Karolewski, współwłaściciel firmy należącej do Piotra Kulczyckiego, ojca Artura.
- 2005 – Dom niespokojnej starości jako Szczucki.
- 2006 – M jak miłość jako lekarz.
- 2007 – Na dobre i na złe jako dziadek Arka.
- 2010 – Czas honoru jako dozorca kamienicy w getcie (odc. 31).
- 2010 – Usta usta jako onkolog (odc. 12).
- 2012 – Prawo Agaty jako przewodniczący sądu (odc. 28).

### Polski dubbing
- 1972–1973 – Nowy Scooby Doo jako duch Ryżobrodego (odc. 12).
- 1979 – Garaż jako Sidorin.
- 1980 – Kupiec wenecki.
- 1981 – Lis i Pies jako Borsuk.
- 1990–1993 – Szczenięce lata Toma i Jerry’ego jako McWilk.
- 1991 – Frankie i Johnny jako Nick.
- 1989 – Mahabharata.
- 1991 – Hook jako kapitan Jakub Hak.
- 1994 – Władca ksiąg jako Bibliotekarz / Władca Ksiąg.
- 1994 – Karol Wielki jako Mnich / Papież Leon.
- 1995–2001 – Star Trek: Voyager jako profesor Tolen Ren (odc. 8).
- 1995 – Babe – świnka z klasą jako Arthur Hoggett.
- 1997 – Ostatni rozdział jako Elmer.
- 1998 – Babe: Świnka w mieście jako Arthur Hoggett.
- 2003–2005 – Kaczor Dodgers jako Ganthet (odc. 9).
- 2003 – Scooby Doo i legenda wampira jako Malcolm Illiwara.
- 2005 – Jan Paweł II.
- 2007 – Złoty kompas jako ojciec Coram.
- 2008 – Ben 10: Wyścig z czasem jako Konstantyn.

## Nagrody, wyróżnienia i odznaczenia
- 1969 – wyróżnienie na XI FTPP w Toruniu wyróżnienie za epizod w spektaklu Dozorcy H. Pintera.
- 1970 – nagroda na XII FTPP w Toruniu za rolę Hamleta.
- 1971 – Nagroda „Dziennika Wieczornego” w Bydgoszczy w plebiscycie czytelników – Złota Maska.
- 1973 – Srebrny Pierścień w Łodzi za rolę tytułową w Hamlecie i Kreona w Antygonie.
- 1974 – Nagroda I stopnia za rolę Hamleta na XIV Kaliskich Spotkaniach Teatralnych.
- 1983 – nagroda za rolę w przedstawieniu Łysa śpiewaczka Eugene’a Ionesco na XVIII OPTMF w Szczecinie.
- 1987 – Nagroda prezydenta miasta Warszawy za rolę Korczaka w spektaklu Kim był człowiek.
- 1987 – Złoty Krzyż Zasługi.
- 2008 – Srebrny Medal „Zasłużony Kulturze Gloria Artis”[7].